# Espanha nos Jogos Olímpicos de Inverno de 1984
A Espanha competiu nos Jogos Olímpicos de Inverno de 1984, realizados em Sarajevo, Iugoslávia.